# كيرن ميرفي
كيرن ميرفي (بالإنجليزية: Kieran Murphy)‏ (21 ديسمبر 1987 في المملكة المتحدة - ) هو لاعب كرة قدم بريطاني في مركز الدفاع. شارك مع منتخب جمهورية أيرلندا تحت 21 سنة لكرة القدم. أما مع النوادي، فقد لعب مع ميلتون كينز دونز ونادي كرولي تاون وميدنهد يونايتد ‏ وIlkeston F.C. ‏ ونادي كينغستونيان وإيكستون تاون ‏ وكارشالتون أثلتيك وAylesbury United F.C. ‏ وهيميل هيمبستيد تاون ووالتون وهرشام ‏.

## وصلات خارجية
- كيرن ميرفي على موقع قاعدة بيانات كرة القدم.إي يو (الإنجليزية)
- كيرن ميرفي على موقع قاعدة بيانات كرة القدم.إي يو (الإنجليزية)
- كيرن ميرفي على موقع Soccerbase.com (لاعب) (الإنجليزية)